# Accipitriforme
Accipitriformele sunt un ordin de păsări care cuprinde majoritatea păsărilor de pradă diurne, inclusiv vulturi, uli, șorecari, acvile, găi și ereți, dar nu și șoimii.
Pentru o lungă perioadă de timp, opinia majoritară a fost de a le include cu șoimii în Falconiformes, dar multe autorități recunosc acum o specie separată de Accipitriformes. Un studiu ADN publicat în 2008 a indicat că șoimii nu sunt strâns înrudiți cu Accipitriformele, fiind în schimb mai strâns înrudiți cu papagalii și paseriformele. De atunci, divizarea și plasarea șoimilor alături de papagali în ordinea taxonomică a fost adoptată de Comitetul de clasificare sud-american (SACC) al Societății americane de ornitologie, de Comitetul de clasificare nord-american (NACC) și de Congresul ornitologic internațional (IOC). Propunerea bazată pe ADN și clasificările NACC și IOC includ vulturii Lumii Noi în Accipitriformes,  în timp ce SACC clasifică vulturii Lumii Noi ca un ordin separat, Cathartiformes.

## Taxonomie
Accipitriformes, care numără în prezent 262 de specii și 75 de genuri în 4 familii existente și posibil 1 familie dispărută, este cel mai mare ordin de răpitoare diurne. Analizele secvențelor ADN sugerează că divergențele în cadrul Accipitriformes au început în jurul graniței dintre Eocen și Oligocen, la aproximativ 34 de milioane de ani, odată cu separarea grupului care conține genurile Elanus și Gampsonyx de celelalte genuri Accipitriformes.
Ordinul conține următoarele familii:
- Accipitridae (vulturi, ulii, șoimi, găi, vulturi din lumea veche)
- Pandionidae (uligan pescar)
- Cathartidae (vulturi și condori din lumea nouă)
- Sagittariidae (pasărea secretar)
- † Teratornithidae

|  | †Diatropornis     |
|  |                   |
|  | †Parasarcoramphus |
|  |                   |
|  | †Teratornithidae  |
|  |                   |
|  | Cathartidae       |
|  |                   |

|  | Sagittariidae                                                |
|  |                                                              |
|  | \| \| Pandionidae \| \| \| \| \| \| Accipitridae \| \| \| \| |
|  |                                                              |
|  | Pandionidae                                                  |
|  |                                                              |
|  | Accipitridae                                                 |
|  |                                                              |

|  | Pandionidae  |
|  |              |
|  | Accipitridae |
|  |              |

|  | †Diatropornis     |
|  |                   |
|  | †Parasarcoramphus |
|  |                   |
|  | †Teratornithidae  |
|  |                   |
|  | Cathartidae       |
|  |                   |

|  | Sagittariidae                                                |
|  |                                                              |
|  | \| \| Pandionidae \| \| \| \| \| \| Accipitridae \| \| \| \| |
|  |                                                              |
|  | Pandionidae                                                  |
|  |                                                              |
|  | Accipitridae                                                 |
|  |                                                              |

|  | Pandionidae  |
|  |              |
|  | Accipitridae |
|  |              |

* Uneori considerat un ordin separat
Filogenie bazată pe Nagy, J. & Tökölyi, J. (2014).